# Normalfrequenz- und Zeitzeichenfunkdienst

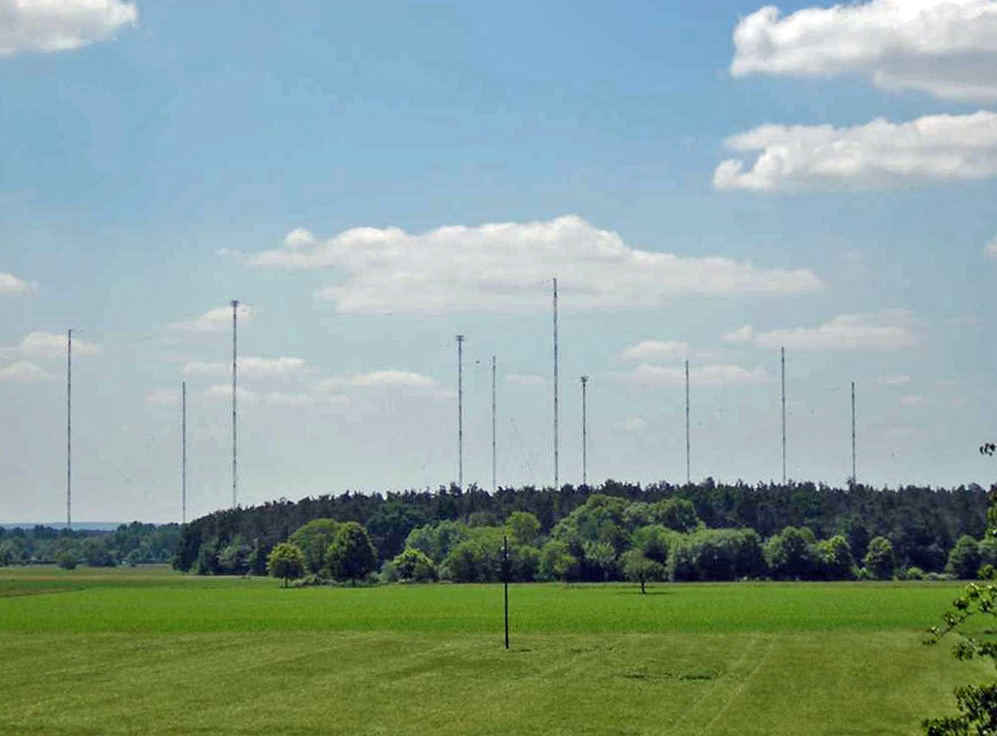
Normalfrequenz- und Zeitzeichenfunkstelle DCF77

Der Normalfrequenz- und Zeitzeichenfunkdienst (englisch standard frequency and time signal service) ist gemäß Definition der Internationalen Fernmeldeunion (ITU) in der VO Funk ein Funkdienst, bei dem zu wissenschaftlichen, technischen und anderen Zwecken Normalfrequenzen, Zeitzeichen oder beide zugleich mit festgelegter hoher Genauigkeit ausgesendet werden und bei dem die Aussendungen für den allgemeinen Empfang bestimmt sind.

## Einteilung
Die VO Funk kategorisiert diesen Funkdienst wie folgt:
- Normalfrequenz- und Zeitzeichenfunkdienst (Artikel 1.53)
  - Normalfrequenz- und Zeitzeichenfunkdienst über Satelliten (Artikel 1.54)

## Frequenzbereiche

ITU-Regionen
Region 1
Region 2
Region 3

Diesem Funkdienst stehen in der ITU-Region 1 und insbesondere auf deutschem Hoheitsgebiet u. a. folgende Frequenzbereiche zur Verfügung:
| Zuweisung an Funkdienste gemäß VO Funk | Zuweisung an Funkdienste gemäß VO Funk | Zuweisung an Funkdienste gemäß VO Funk | Zuweisung an Funkdienste gemäß VO Funk |
| Deutschland                            | Deutschland                            | Deutschland                            | Bemerkung                              |
| -------------------------------------- | -------------------------------------- | -------------------------------------- | -------------------------------------- |
| 4                                      | 19,95–20,05 kHz                        | NF/ZZFD (20 kHz)                       | zivile Nutzung 2 3 5                   |
| 49                                     | 2 498–2 501 kHz                        | NF/ZZFD (2,5 MHz)                      | 2 5                                    |
| 50                                     | 2 501–2 502 kHz                        | NF/ZZFD                                | 2 5                                    |
| 71                                     | 4 995–5 003 kHz                        | NF/ZZFD (5 MHz)                        | v2 5                                   |
| 72                                     | 5 003–5 005 kHz                        | NF/ZZFD                                | 2 5                                    |
| 101                                    | 9 995–10 003 kHz                       | NF/ZZFD (10 MHz)                       | D111 2 5                               |
| 102                                    | 10 003–10 005 kHz                      | NF/ZZFD                                | D111 2 5                               |
| 128                                    | 14 990–15 005 kHz                      | NF/ZZFD (15 MHz)                       | D111 2 5                               |
| 129                                    | 15 005–15 010 kHz                      | NF/ZZFD                                | 2 5                                    |
| 152                                    | 19 990–19 995 kHz                      | NF/ZZFD                                | D111 2 5                               |
| 153                                    | 19 995–20 010 kHz                      | NF/ZZFD (20 MHz)                       | D111 2 5                               |
| 169                                    | 24 990–25 005 kHz                      | NF/ZZFD (25 MHz)                       | 2 5                                    |
| 170                                    | 25 005–25 010 kHz                      | NF/ZZFD                                | 2 5                                    |

- NF/ZZFD = Normalfrequenz- und Zeitzeichenfunkdienst